# 名簿業者
名簿業者（めいぼぎょうしゃ）または名簿屋（めいぼや）とは、氏名・性別・生年月日・住所・電話番号・メールアドレス・クレジットカード番号といった、個人を特定できる情報（個人情報）をファイル（データベースまたは紙媒体の名簿など）として整理し、検索できるような状態にまとめた形にして販売する者。

## 日本の名簿業者
多くは個人情報取扱事業者（取扱件数に関係なく個人情報データベース等として所持し事業に用いている事業者）を指す。個人情報保護委員会への届出が義務付けられている。

### 名簿業者の法的位置づけ
個人情報の保護に関する法律（個人情報保護法）第23条第2項で、オプトアウト手続き、すなわち「本人からの削除の申し出があった場合必ず削除すること」を条件に、個人情報取扱事業者が本人の同意なく個人情報を第三者に提供すること、つまり個人情報を提供（または有料で販売すること）を認めている。
個人情報保護法では、個人情報の第三者提供について、第23条1項では『あらかじめ本人の同意を得ないで個人データを第三者に提供してはならない』と「原則として本人の同意が必要である」としているが、第23条2項で『個人情報取扱事業者は、第三者に提供される個人データについて本人の求めに応じて当該本人が識別される個人データの第三者への提供を停止することとしている場合であって、次に掲げる事項について、あらかじめ、本人に通知し、または、本人が容易に知りうる状態に置いているときは、前項の規定にかかわらず、当該個人データを第三者に提供することができる。
1. 第三者への提供を利用目的とすること
2. 第三者に提供される個人データの項目
3. 第三者への提供の手段または方法
4. 本人の求めに応じて当該本人が識別される個人データの第三者提供を停止すること

としている。
ちなみにこの条文にいう「本人が容易に知り得る状態」は、個人情報の保護に関する法律についての経済産業分野を対象とするガイドラインによれば、
- 事例1) ウェブ画面中のトップページから1回程度の操作で到達できる場所への掲載などが継続的に行われていること。
- 事例2) 事務所の窓口などへの掲示、備付けなどが継続的に行われていること。
- 事例3) 広く頒布されている定期刊行物への定期的掲載を行っていること。
- 事例4) 電子商取引において、商品を紹介するウェブ画面にリンク先を継続的に掲示すること。

などが具体的に挙げられている。
また同ガイドラインには、このオプトアウトによる第三者提供の事例として、名簿業者と同趣旨である「事例2) データベース事業者（ダイレクトメール用の名簿等を作成し、販売）」が挙げられてもいる。

### 個人情報の取得手段
個人情報の取得手段の一例としては以下のようなものがある。
- 同窓生による学校の同窓会名簿/卒業アルバムの持ち込み
- 職員や会員、その構成員による公務員名簿/教職員名簿/社員名簿/退職者名簿/医師会名簿/有資格者名簿/学会名簿/ゴルフ会員権名簿/商工会名簿/協会名簿/同友会名簿/県人会名簿などの持ち込み
- 他の個人情報取扱事業者からの取得
- 住民基本台帳や選挙管理委員会の選挙人名簿の閲覧

住民基本台帳の閲覧に関しては、2006年（平成18年）1月に住民基本台帳法の一部が改正され、現在ではその閲覧は公共目的の利用に限られているため、名簿業者がこの方法で個人情報を入手することは不可能となった。また選挙人名簿の閲覧については、「閲覧は可としても、コピーは認めない」自治体が全体の4分の3以上を占めるようになり、また閲覧目的も限定されるようになっているため、この方法で入手することも現実には難しくなっている。
また、かつては大学の「同窓会名簿」作成目的の調査であるように見せかけ、名簿業者がダイレクトメールなどで住所や勤務先などを尋ねる、という取得方法もあった。これらは大学当局および同窓会とは無関係な「会社」が差出人となっているものがほとんどである（同窓会・学友会事務局は学校の内部に置かれる）。しかし、この手法は個人情報保護法施行以降は、同法17条の「不正な手段による取得」に抵触するため明確に違法となり、現在では廃絶状態にある。
そのほかに電話会社や保険や証券、クレジット会社、家賃保証会社などの関係者が顧客情報を名簿業者に売り込むケースもあるが、そのような不正に取得されたことが容易にわかる名簿を取得することは、たとえ不正な取得そのものに直接関わっていないとしても、同様に個人情報保護法17条に抵触する可能性がある。
しかしながら、基本的に名簿は有償・無償を問わず譲渡が禁止されていないため、このように名簿の保持者から騙し取ったり、窃取するなど違法な手段で取得したりしない限り、違法性を問われることはない。古書店などでも、他の書籍と同様に売買される性質のものである。したがって、卒業生から母校の名簿を売ってもらったり、社員から属する会社の社員名簿を売ってもらうことは、正当な売買行為とされ、また売る側が対価を受け取っても違法性はない。
しかし、「不正に流出した名簿」になると名簿業者は不正競争防止法の不正競争とみなされる可能性がある。また、別の名簿業者から入手したものの、不正に入手されたものであることを知っていれば、不正競争とみなされる。さらに、知らないことに重大な過失があった場合も不正競争とみなされる。また、当初は知らなかったとしても、あとで不正に流出したものであることを知ったのち、名簿を使用したり、転売すれば、不正競争とみなされる可能性がある。

### 名簿業者の適法性
違法な名簿業者から提供された個人情報を使用して営業している業者は違法性を問われる可能性が高いため、個人情報の入手元と使用方法について弁護士などと慎重に確認しておく必要がある。
2014年には、送り付けによる詐欺を働いていた複数の業者に対して大量の名簿を販売していた名簿業者が摘発され、詐欺幇助容疑で社長らが逮捕されている。

## アメリカのデータブローカー

### 業態
アメリカにはデータブローカーという、法令遵守に留意しつつ、付加価値をつけてデータを提供する業者が存在する。
米国連邦取引委員会（FTC：Federal Trade Commission）は、データブローカーのサービスを、マーケティング（購買傾向や顧客属性に応じた情報提供などのダイレクトマーケティング、オンラインマーケティング、マーケティング分析）、リスク軽減（本人確認や当人確認、入力情報の不正検知）、人検索に分類しており、いずれも単にデータを販売するものではなく高度にITを駆使して付加価値を付けるビジネスになっている。

### 規制
2022年7月20日、超党派法案である米国データプライバシー保護法（ADPPA）の法案が、米下院エネルギー・商業委員会を通過した。ADPPAではデータブローカーに対して公開データベースに企業登録するよう義務付けている。